# 徐世光
徐世光（1857年—1929年），清朝末年民国初年政治人物。字友梅，号少卿，天津人，祖籍浙江宁波鄞县。擅书法国画诗词。

## 生平
生于天津，出自天津望族寿岂堂徐氏，祖籍浙江宁波鄞县。是徐世昌之弟，小徐世昌二岁。父亲徐嘉贤，在二十五岁就因病亡故。由母亲刘氏抚养成人。
光绪八年（1882年），赴京师乡试，考得95名举人。同年，徐世昌与世光同赴乡试，得145名举人。乡试前，二徐曾赴京师琉璃厂吕祖庙求签，得“光前裕后，昌大其门庭”，而乡试结果得应验，世光排名在前，世昌排名在后。但后来世光屡试不第，而世昌在光绪丙戌科（1886年）登进士第，也应验了签书。世光于光绪十二年（1886年）捐官同知，分发山东，授知府衔。
与袁世凯亲和。袁担任山东巡抚时，徐补为青州知府。不久即调任济南，担任济南府知府。1905年，杨士骧任山东巡抚，优待徐，徐掌河防局劳务局。宣统元年（1909年）后，先后担任山东登莱道道员，青胶道道员，兼任东海关监督。
辛亥革命爆发后，避居青岛。民国三年（1914年），迁居老家天津，隐居天津租界。兄徐世昌出任北洋政府国务卿时，受提携出任濮阳河工督办。工竣后，回天津寓居。晚年在天津致力慈善医疗事业，曾担任天津道院統掌、世界红卍字会中华总会会长。1929年，于天津去世。

## 著作
- 撰有《濮阳河上记》
- 徐世光青岛绘《双隐读书图》 [2]

## 遗迹
- 今山东青岛曲阜路八号徐世光旧居，为典型青岛德国租借时期西式洋房[2]。
- 今山东烟台毓皇庙“福地洞天”四大字及跋题，徐世光于宣统三年（1912年）辛亥六月题[2]。